# 坂戸ニューシティにっさい
坂戸ニューシティにっさい（さかどニューシティにっさい）は、埼玉県坂戸市にある「むさし緑園都市坂戸西部地区」の愛称である。別名：入西団地。開発エリアの行政地名についてはにっさい花みず木を参照。

## 概要
都市再生機構が開発している、総面積119.3ヘクタールの区画整理事業地域である。
昭和60年11月15日に都市計画決定した。換地処分公告は平成14年9月27日であった。
地区の中央を埼玉県道39号川越坂戸毛呂山線バイパスが横断しているため、この道路沿いにロードサイド店舗が集積しており、郊外ニュータウンでは珍しく買い物環境に恵まれているのが特徴である。また、地区北側は工業地帯となっており、凸版印刷をはじめとした大規模工場が立地している。
- 事業名称：坂戸都市計画事業 坂戸入西特定土地区画整理事業
- 地区面積：約119.3ha
- 計画人口：9,300人
- 事業年度：1989年（平成元年）〜2007年（平成19年）度（精算期間5年含む）

## 区域
- 埼玉県坂戸市にっさい花みず木

## 主な施設

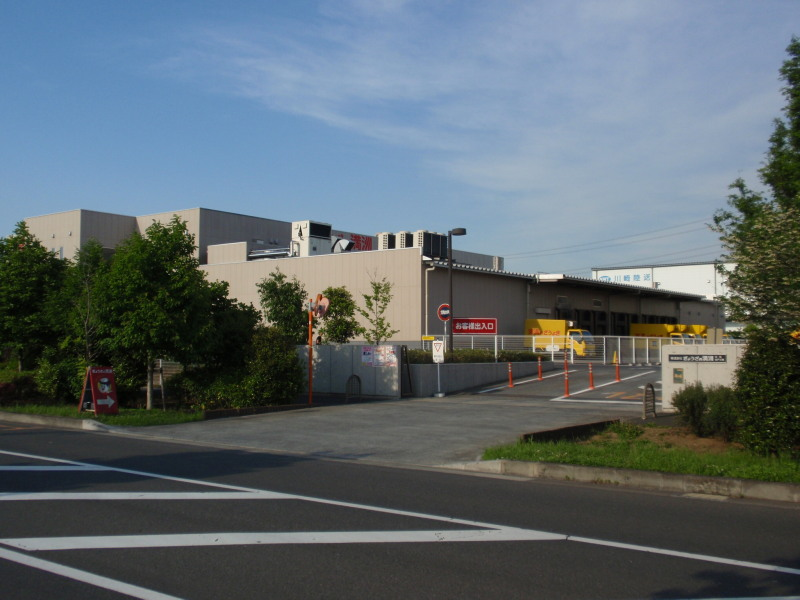
ぎょうざの満洲 坂戸工場

### 公共施設
- サンテさかど
- 西清掃センター
- こはるが池 - 坂戸ニューシティにっさい造成時につくられた葛川の調整池。

### 学校
- にっさい幼稚園

※地区内に学校はないが、坂戸市立入西小学校が隣接している。また中学校の学区は、坂戸市立若宮中学校となっている。

### 商業施設
- コモディイイダ
- 綿半スーパーセンター (旧・Jマート)
- マミーマート
- パシオス
- よむよむ
- アベイル
- ジョイフル
- マクドナルド
- モスバーガー
- マツモトキヨシ
- 西松屋
- セブンイレブン
- 洋服の青山
- ビッグ・エー
- バイゴー
- ソフトバンク
- 茂蔵

### 工場
- サンメリー
- 凸版印刷
- ザ・パック
- ぎょうざの満洲
- 日本電業工作
- 朝日理工株式会社

### 周辺
- 坂戸市立入西小学校
- 関越自動車道坂戸西スマートインターチェンジ
- 関越自動車道高坂サービスエリア
- 越辺川

## 交通
- 東武東上線・北坂戸駅から約3.5km

### バス
- 北坂戸駅（西口）から川越観光バス「KS01系統：入西団地循環」または「KS02系統：坂戸ニューシティにっさい入口」ゆき
  - 所要時間：約6分（北坂戸駅～ニューシティにっさい入口間の時刻表上の所要時間）

### 道路
- 関越自動車道坂戸西スマートインターチェンジよりすぐ
- 関越自動車道鶴ヶ島インターチェンジより約5km